# Педогенетски фактори
Педологија је наука о земљишту. Њен назив потиче од грчких речи (πεδον, педон – земљиште и речи λόγος, логос – наука). Њен задатак је изучавање постанка (генезе), развоја (еволуције), грађе, састава, особина и географске распрострањености земљишта, при чему се, такође, и велика пажња поклања плодности земљишта, као и мерама за њено побољшање. Педогенетски фактори су фактори под чијим утицајем протиче процес образовања земљишта.
Познати руски научник Докучајев (1886) је, у својој дефиницији земљишта, издвојио 5 природних педогенетских фактора:
1. геолошки супстрат (матична стена)
2. климатски фактори (топлота, вода, ветар)
3. рељефске факторе (форме рељефа, нагиб, експозиција)
4. биолошке факторе (биљке, животиње, микроорганизме)
5. старост рељефа (време), а касније је међу најважније процесе убројио површинске и плитке подземне воде и човека.[2]

## Геолошки супстрат
Геолошки супстрат (матична стена) је основни услов неопходан за образовање земљишта. Он чини око 90% од укупног тла.

### Геолошки супстрат као педогенетски фактор
Значај овог фактора како за генезу, тако и за особине земљишта је огроман. Матична стена је одлучујући фактор у генези низа литогених земљишта, чија се појава везује за специфичне супстрате. Поред разних генетски младих и слабо развијених земљишта, у литогена се, такође, убраја и низ типова добро развијених земљишта, као рендзина, смоница и већина типова земљишта образована на тврдом кречњаку.
Матична стена је главни извор материја за образовање већине земљишта. Од састава и особина геолошког супстрата зависе, интензитет и карактер педогенетских процеса, а у великој мери и особине образованих земљишта, нарочито механички састав, дубина, минеролошки и хемијски састав, укључујући и плодност земљишта. Значај хемијско - минеролошког састава супстрата за генезу и особине земљишта огледа се у богатству земноалкалним базама, поготову присуству, у њима повећих количина  чији  јони веома повољно утичу на ток многих корисних процеса и на многе особине земљишта, као и на успевање биљака.
На супстратима сиромашним базама (кварцити, кварцни пешчари и др.), процеси деалкализације и ацидификације протичу веома брзо, и на њима се образују базама веома сиромашна, кисела и слабо плодна земљишта. Насупрот њима, на супстратима богатим , деалкализација и ацидификација земљишта протичу много спорије. На таквим супстратима (изузимајући тврди кречњак), у условима хумидне климе образују се базама богата и махом плодна земљишта. Неке од основних мера за повећање плодности земљишта су: благовремена и правилна обрада земљишта, увођење правилног система ђубрења са применом органских и минералних ђубрива, наводњавање и одводњавање, борба против ерозије, борба против јаког збијања земљишта приликом обраде, ђубрења, неге и превоза који су последица неправилне примене тешких машина. Од физичких особина на ток педогенезе нарочито утичу степен њихове везаности и порозности, као и њихова пропусност за воду, ваздух и корене биљака, код седимената и механички састав. У том погледу разликују се јако везани и слаби порозни супстрати, на којима се веома споро образује земљиште, до слабо и умерено везаних и добро порозних супстрата.

### Утицај супстрата на особине земљишта
Утицај супстрата одражава се не само на генезу већ и на особине земљишта. Тај утицај је најјачи на особине слабо развијених земљишта, која се према најважнијим особинама често мало разликују од својих супстрата.
Старењем земљишта утицај супстрата се смањује. Међутим, његов утицај је знатан и на особине добро развијених земљишта. Нарочито је велики у хемијско-минеролошком саставу, као што су глине, пескови, лапорци, кречњаци, кварцити, јако базичне и киселе магматске и метаморфне стене. Утицај супстрата нарочито се одражава на следеће особине земљишта:
1. механички састав земљишта и особине које јако зависе од њега, као на структуру, порозност, везаност, специфичну површину, способност адсорпције јона, водно-ваздушне и топлотне особине. Наиме, механички састав пре свега зависи од врсте супстрата, затим од карактера педогенезе и степена развоја земљишта,
2. дубину земљишта и појединих његових хоризоната, при чему су земљишта на растреситим и полувезаним седиментима у просеку дубља од оних на тврдим стенама,
3. минеролошки састав земљишта,
4. хемијски састав и хемијске особине земљишта, ово нарочито долази до изражаја у слабо развијеним, али и у добро развијеним земљиштима, чији се хемијски састав и неке хемијске особине доста одржавају на утицај супстрата,
5. плодност земљишта, утицај супстрата на плодност земљишта нарочито долази до изражаја преко утицаја на дубину физиолошки активног слоја, затим на водно-ваздушни и хранљиви режим земљишта.[8]

### Најважнији супстрати наших земљишта
Нашу земљу карактерише велика разноврстност геолошких супстрата. Највеће површине у нашој земљи заузимају следећи супстрати:
- тврди(једри) кречњаци, они су различите старости, и чине групу мало погодних супстрата за узгајање њивских култура,
- терцијални јетерски, глином богати карбонатни седименти, различитог степена везаности,
- лесни седименти, делувијалне старости. Карбонатне прашкасте иловаче, повољног механичког састава физичких особина,
- илувијални(речни)наноси, представљени углавном карбонатним прашкастим иловачама повољног хемијског састава,
- делувијални(колувијални) наноси, махом су бескарбонатни, различитог механичког и хемијског састава,
- кварцни пешчари, најчешће без трагова , с непознатим примесама глине и осталих силиката. Заједно са кварцитима и рожнацима чине групу најмање погодних супстрата за образовање плодних земљишта,
- магматске стене, гранити, гранодиорити, дацити, андезити и периодити,
- метаморфне стене, гнајсеви, микашисти, фалити, серпентинити, аргилошисти.

На тврдим крешњацима, пешчарима, магматским и метаморфним стенама, које избијају на површину најчешће у брдско-планинским подручјима, образују се плитка, камењем и шљунком богата и слабо плодна земљишта, непогодна за гајење њивских култура. Претежни део наших најплоднијих земљишта, образован је на растреситим, слабо везаним, иловастоглинастим карбонатним седиментима, који су распрострањени углавном у нижем појасу наше земље. То су три групе супстрата: лесни, алувијални(речни) и слабо везани глинасти карбонатни(лапорни), језерски седименти терцијерне старости.

## Рељеф као педогенетски фактор
Под рељефом се подразумева изглед површине Земље и земљишта. У рељефске факторе спадају: форме рељефа, нагиб и експозиција. Његове основне форме су: узвишења, равнице и удубљења. Према величини пространства које заузимају и висинским разликама разликују се три основне категорије рељефа:
- микрорељеф - хоризонталне димензије испод 50 метара, а вертикалне испод 1 метра
- мезорељеф - хоризонталне димензије од 50-200 метара, а вертикалне од 1-20 метара
- макрорељеф - хоризонталне димензије преко 200 метара, а вертикалне изнад 10 метара

У геоморфологији такође се говори и о орорељефу који обухвата висинске разлике од више стотина метара.
У генези земљишта рељеф не представља извор материје и енергије за образовање земљишта, већ утиче на њихову прерасподелу по Земљиној површини. Према Захарову (1927), улога рељефа у образовању земљишта је двојака: посредна и непосредна.

### Посредни утицај рељефа на генезу земљишта
Посредни утицај рељефа долази до изражаја у брдско-планинским подручјима, а манифестује се прерасподелом елемената климе, површинских и подземних вода, који на разне елементе климе делују различитим интензитетом. Његов утицај манифестује се дакле преко модификације климе (нарочито педоклиме), и вегетације.

#### Посредан утицај рељефских фактора: надморска висина, експозиција, нагиб
1. Повећањем надморске висине смањује се температура ваздуха, а повећава се његова релативна влажност и количина атмосферских талога. То значи, да се повећањем надморске висине, нарочито када је реч о пространим и високим планинским масивима, долази до изражаја закон вертикалне зоналности.
2. Експозиција - у извесној мери и стрмина нагиба је такође значајан модификатор климе, а тиме и важан фактор који утиче на разноликост земљишта брдско-планинског подручја. Експозиција изазивајући прерасподелу Сунчевих зрака, утиче пре свега на температурни и водни режим земљишта, шт значи да експозиција у великој мери одређује количину топлоте која ће доспети у земљиште и утицати на ток свих процеса у њему.
3. Нагиб утиче на прерасподелу влаге атмосферских талога по површини земљишта, то јест на однос између количина воде које отичу по површини и оних које се упијају и процеђују у дубље хоризонте. Земљишта равног рељефа упијају скоро сву воду која доспе на њихову површину, док на нагибима део те влаге отиче ка нижим положајима. Услед губитка воде, земљишта на нагибима су слабије влажна него земљишта равног рељефа. Насупрот њима, рељефске депресије, односно удубљења, добијају више влаге него што из атмосфере непосредно доспева на њихову површину. Стога су земљишта рељефских депресија много више влажна, често и превлажена од околног равног рељефа.
4. Док матична стена, органски свет и клима учествују у генези земљишта својом масом и енергијом, дотле рељеф условљава само прерасподелу материје и енергије без доприноса било чега овога."[10]

### Непосредни утицај рељефа на генезу земљишта
Ова улога манифестује се у утицају рељефа на прерасподелу земљишне масе по самој површини земљишта путем водне ерозије и наплаве земљишта, односно одношење честица земљишта водом са виших и седиментацију на нижим деловима нагиба. 
При премештању честица земље текућом водом по површини земљишта, до изражаја долази утицај стрмине и дужине нагиба. Што је нагиб стрмији и дужи, интензитет спирања честица је јачи. Поред стрмине и дужине нагиба, спирање зависи и од експозиције.

## Клима као педогенетски фактор
Клима је просечно стање атмосфере неког краја, a у педологији означава скуп фактора који из атмосфере посредно или непосредно, делују на процесе којима се формира и мења земљиште. Клима представља не само извор енергије, већ и значајан извор материје.

### Деловање климатских фактора на ток педогенезе
Ово деловање највише се манифестује на: 
- карактер и брзину распадања минерала,
- састав биоценозе, интензитет синтезе, акумулације и разлагање органских материја, као и на састав и особине образованих хумусних материја,
- правац и брзина премештања јонско-молекулских и колоидних дисперсија по дубини земљишног профила,
- интензитет површинског премештања састојака земљишта - ерозије земљишта водом и ветром.

Утицај температуре на педогенезу
Утицај температурних услова земљишта одражава се на карактер и брзину протицања у њему свих процеса. Значајне се не само просечне температуре, већ и брзина колебања температуре земљишта. 
У условима ниских температура, поготову тамо где се нагло смењују ниске и високе температуре, као и тамо где су колебања праћена изливањем воде и топљењем леда у пукотинама стена, веома је интензивно физичко распадање, док је слабо изражено хемијско распадање. 
Што је виша температуре то је интензивније распадање органских материја и хемијско распадање минерала.

Вант-Хофово правило: 
Повећањем температуре за сваких 10°C брзина хемијских реакција повећава се од 2-4 пута.

## Време као педогенетски фактор
Утицај времена на педогенезу није непосредан, већ само посредан, тј. уколико је прошао дужи временски период од почетка образовања неког земљишта, утолико ће, при истој констелацији осталих педогенетских фактора, то земљиште бити боље развијено. За ознаку старости земљишта користе се појмови апсолутна и релативна старост.

### Апсолутна старост земљишта
Апсолутна старост земљишта изражава се апсолутним временом, које је протекло од почетка образовања неког земљишта до данас. То значи да је неко земљиште утолико апсолутно старије што је већи број година прошао од почетка његовог образовања. У природи се срећемо са неколико земљишта различите апсолутне старости. У апсолутно веома младо земљиште спада младо алувијално земљиште. Наше апсолутно старије земљиште је чернозем лесних платоа, и апсолутно најстарије земљиште је црвеница на кречњаку.
Апсолутно стара земљишта, која су се образовала у ранијим геолошким периодима називамо реликтна земљишта. У Србији су доста распрострањена и обухватају: црницу, чернозем и рудо земљиште на кречњаку, псеудоглеј и нека друга земљишта.

### Релативна старост земљишта
Релативна старост земљишта, за разлику од апсолутне не изражава се бројем година протеклих од почетка образовања земљишта па до данас, већ бројем развојних периода кроз које је то земљиште прошло.
Утицај времена одражава се на грађу профила, минеролошки и хемијски састав, особине (физичке, хемијске). Највећи утицај времена одражава се на број хоризоната у земљишном профилу. Земљишта су утолико релативно старија, уколико им је профил диференциран на већи број генетских хоризоната, као и уколико се разни њихови хоризонти више међусобно разликују према саставу и особинама.

## Плитке подземне и површинске воде као педофенетски фактор
Плитке подземне и површинске, махом поплавне воде врше значајан или чак и одлучујући утицај на образовање земљишта у великом делу наше земље, на површинама можда мањим од 2 000 000 хектара, и то на најнижим, речним и на лесним терасама. 

### Утицај плитких подземних вода на педогенезу
Утицај ових вода на генезу и особине наших земљишта долази до изражаја на великим површинама, можда не мањим од 1 500 000 хектара. Уколико се ниво тих вода током великог дела године, или стално, налази на дубинама не већим од 2-3 метра, оне показују велики утицај на ток процеса у  земљишту и на успевање биљака. Оне изазивају процесе подривања, у колико се изливају и дуже се задржавају на површини земљишта, заједно са површинским водама процес замочваривања, а уколико су засољене истовремено и засољивање земљишта.
Због великог значаја плитких подземних вода на генезу и плодност земљишта, који може бити позитиван и негативан, посвећује се велика пажња утврђивању дубине и колебања нивоа током године, као и хемијског састава тих вода. 
На генезу и особине земљишта веома неповољно утиче горња подземна вода , која се повремено јавља на малој дубини, махом мањој од 50 цм. У таквим условима образује се земљиште изразито неповољних особина - псеудоглеј.

### Утицај површинских вода на педогенезу
Површинске - поплавне воде могу на више начина (разливањем река, издизањем подземне воде, процеђивањем воде кроз заштитне насипе, итд), доспети у рељефске депресије и током дужег или краћег времена плавити земљиште, доносећи различите количине растворених соли и механичких дисперзија и тако утицати на ток педогенезе и особине плављених земљишта.
Утицај површинских вода такође може бити позитива и негативан. Уколико се дуго задржавају поплавне воде веома негативно утичу на ток процеса земљишта и његове особине. У том случају оне изазивају развој штетних процеса замочваривања , праћених погоршањем биолошких, а уколико су засољене и хемијских особина земљишта. 
На педогенезу и особине земљишта изузетно неповољно утичу, засољене површинске и плитке подземне воде, које поред замочваривања изазивају и засољавање земљишта. Такође је штетно наношење поплавним водама већих количина камења, шљунка па и песка на површину земљишта. 
На плодност земљишта повољно утиче таложење плодног муља на њиховој површини.
-

## Живи организми као педогенетски фактор
Живи организми спадају у најважније активне педогенетске факторе. Они су веома значајан извор материја и енергије за педогенезу.
Утицај живих организама на тог педогенезе веома је неуједначен и завистан од климатских услова станишта и од особина земљишта. Образовање земљишта незамисливо је без учешћа живих организама, нарочито биљака, и продукта њихове животне делатности ( разних органских и минералних киселина). У данашње време образовање иницијалних земљишта на огољеним површинама тврдих стена почиње управо од момента када се на њима почињу насељавати први биљни организми - хемотрофне бактерије, литофилне алге и лишаји. 
Разне врсте организама у земљишту не живе и на њега не делују изоловано, већ у саставу животних заједница или биоценоза.

### Активна улога организама у генези
Током свог живота организми активно утичу на тог многих процеса, при чему су у биолошким процесима они једини актери , а такође активно утичу на измене састава и особина земљишта. Тако они током свог живота врше физичко распадање стена и биохемијско распадање минерала, хумификацију и минерализацију мртвих органских остатака, аутотрофне биљке и синтезу органских материја. Приликом распадања минерала и органских материја, живи организми везују ослобођене биогене елементе и тако спречавају њихово испирање из земљишта. Такође, учествују у премештању састојака земљишта, по дубини земљишног профила. При синтези органских остатака фототрофне биљке везују огромне количине енергије Сунчевих зрака, коју проводе у хемијску енергију синтетизованих органских једињења, а истовремено се ослобађају огромне количине О2 који игра веома важну улогу у генези земљишта.

### Пасивна улога организама у генези
Организми пасивно утичу на педогенезу и особине земљишта преко својих мртвих органских остатака, који их деловањем живих организама разлажу на простије компоненте и на крају минерализују. Један део тих простих продуката разлагања органских остатака процесом хумификације, образује нова, веома сложена органска једињења - хумусне материје. Минерализацијом хумусних и других органских материја ослобађају се, поред топлотне енергије, у њима везани елементи минералне исхране биљака, које потом аутотрофне биљке користе за синтезу органских материја. Тај циклус, синтеза-хумификација-минерализација-нова синтеза органских материја стално обавља и представља мало или биолошко кружење материја у природи. 

### Улоге виших биљака у генези земљишта
Пошто дају основну масу органских материја, а и саме акривно преко свог корена, утичу на ток процеса у земљишту, разумљиво је да су више биљке најважнији биолошки педогенетски фактор. 
Током читавог живота, те биљке утичу непосредно и посредно, на ток многих процеса у земљишту, а утичу и на измене њиховог састава и особина. Утицај виших биљака углавном се састоји у следећем:
- оне су главни продуценти органских материја, преко којих непосредно (а посредно преко организама којима се хране), утичу на многе педогенетске процесе и особине земљишта,
- више биљке непосредно, и то веома активно утичу на земљиште, и преко свог корена. Узимајући из земљишта воду и елементе за исхрану, а излучујући разне материје,
- Утичу на кретање воде по површини и кроз земљиште, затим узимајући хранљиве елементе из дубљих слојева земље, и остављајући их након изумирања у површинском, хумусном, хоризонту,
- оне такође мењају и климатске услове у приземном слоју атмосфере и у земљишту. Утичући на интензитет упијања и губљења топлоте и влаге атмосферских талога од стране земљишта.

### Улога микрофлоре у генези земљишта
Ова улога веома је значајна у генези, у првим фазама образовања земљишта на тврдим стенама, где се истичу хемотрофне бактерије, литофилне алге и лишаји. Микрофлора посредно и непосредно утиче на генезу преко продуката своје животне активности. Утиче на хемијско распадање минерала, делом и на образовање нових минерала, као и на премештање продуката хемијског распадања. Према значају у хемијском распадању истичу се нитрификационе и сумпорне бактерије, али значајну улогу имају гљиве из рода Penicillium, зелене и плаво зелене алге.
Најбитнија разлика између утицаја виших биљака и микрофлоре огледа се у томе што је најважнија улога виших биљака синтеза органских материја и везивање у њима топлотне енергије Сунчевих зрака, док је најважнија улога хетеротрофне земљишне микрофлоре, која сачињава основну масу те микрофлоре, трансформација-хумификација и минерализација органских материја и ослобађање у њима везане енергије.

## Човек као педогенетски фактор
Претварајући земљиште, у извесном периоду развоја своје културе, у објекат рада, човек је постао веома важан педогенетски фактор. Он свесно и плански, применом разних мера, мења не само састав и особине земљишта, већ и многе природне услове њиховог образовања, пре свега биљни покривач, затим хидролошке услове (одводњавање и наводњавање), као и микрорељеф. С повећањем степена развоја тог друштва, односно с развојем технике, а у задњим столећима и пољопривредних наука. Применом дубоке обраде, наводњавање, одводњавање, ђубрење, хемијски и агротехничких мелиорација, човек у данашње време битно мења не само особине земљишта, већ и правац њихобог развоја. 
Човек плански користећи резултате науке и широке могућности које му пружа савремена техника, све више настоји да избор гајених култура прилагоди особинама земљишта, а да измени састав и особине земљишта према захтевима биљака које ће на њему гајити.

### Позитиван утицај човека на земљиште
Позитиван утицај човека на земљиште манифестује се кроз интензивирање корисних, а спречавање или ублажавање развоја штетних процеса (засољавање, алкалицација, деалкализација, ерозија, итд.). 
- Обрада земље под утицајем човека

### Негативан утицај човека на земљиште
Негатива утицај човека одражава се на ток педогенезе и на особине земљишта. Неки од негативних утицаја човека су:
- уништавање шумског и травног покривача на земљиштима,
- уништавање шума поред река,
- неправилна обрада,
- дуготрајно гајење биљака уз недовољно ђубрење,
- наводњавање великим количинама воде које доводе до замочваривања,
- наводњавање водом неповољног хемијског састава,
- развојем индустрије и хемизације долази до изражаја штетан утицај на особине земљишта.[17]